# St. Peter und Paul (Trudering)

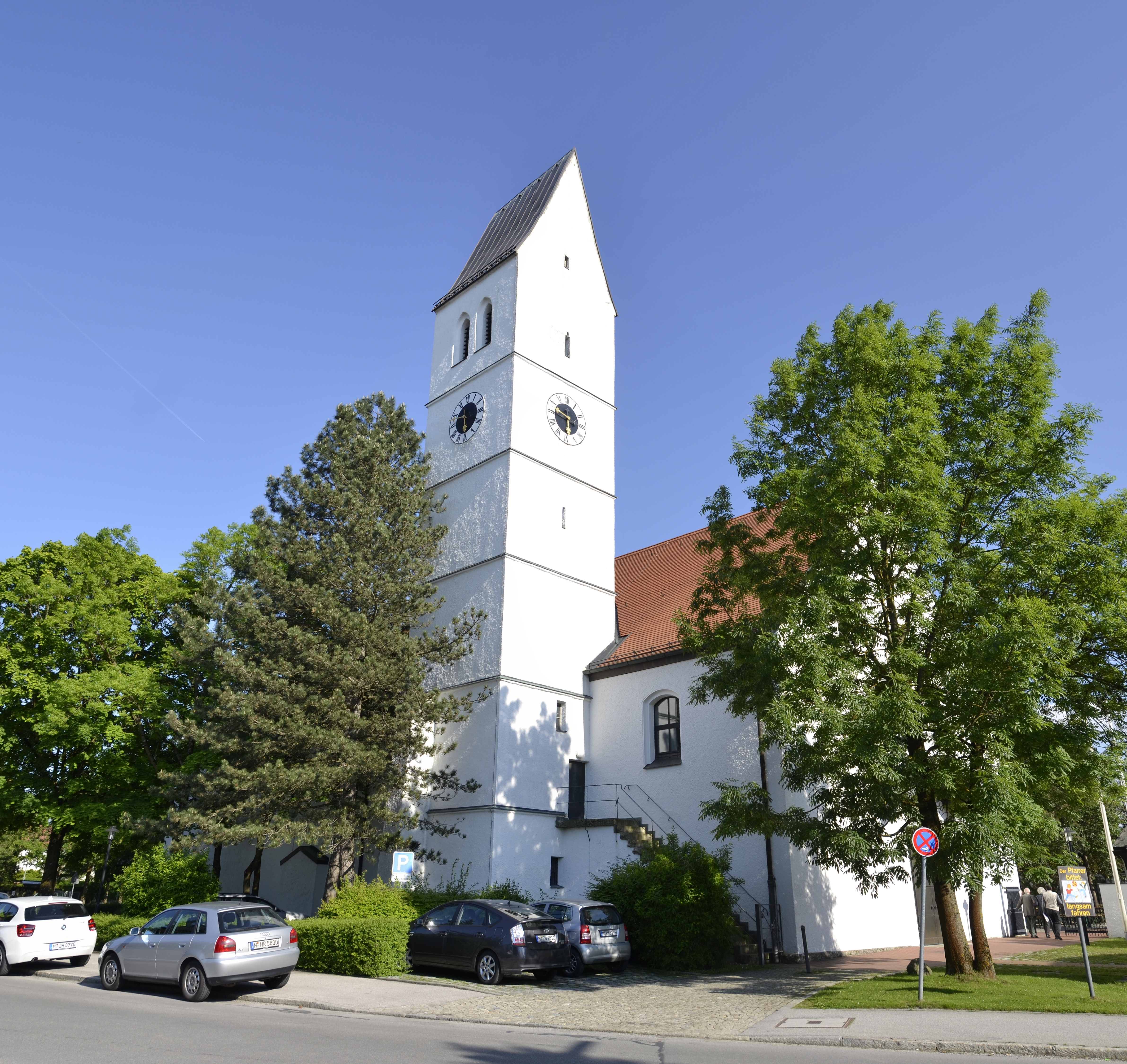
St. Peter und Paul

St. Peter und Paul ist eine katholische Pfarrkirche im Münchener Stadtteil Trudering.

## Geschichte
Die Kirche ersetzte die ca. 600 Jahre alte Dorfkirche, die 1935 bis auf den Turm abgerissen wurde. Entworfen hatte die neue Kirche der Architekt Hans Döllgast, sie wurde 1936 von Kardinal Faulhaber geweiht. Nach einem Umbau wurde der Altar am 30. November 1978 von Kardinal Joseph Ratzinger, dem späteren Papst Benedikt XVI., geweiht – eine Gedenktafel mit dem päpstlichen Wappen unterhalb der Chororgel erinnert an diese Weihe.
Mit einem Dekret wurden am 14. September 2009 die Pfarrgrenzen zu der Nachbargemeinde St. Augustinus mit Wirkung vom 1. Oktober 2009 neu geregelt. St. Peter und Paul verfügt über eine Filialkirche, St. Martin in Riem, und bildet mit St. Florian in der Messestadt seit 2018 den Pfarrverband Vier Heilige Trudering Riem.

## Orgel

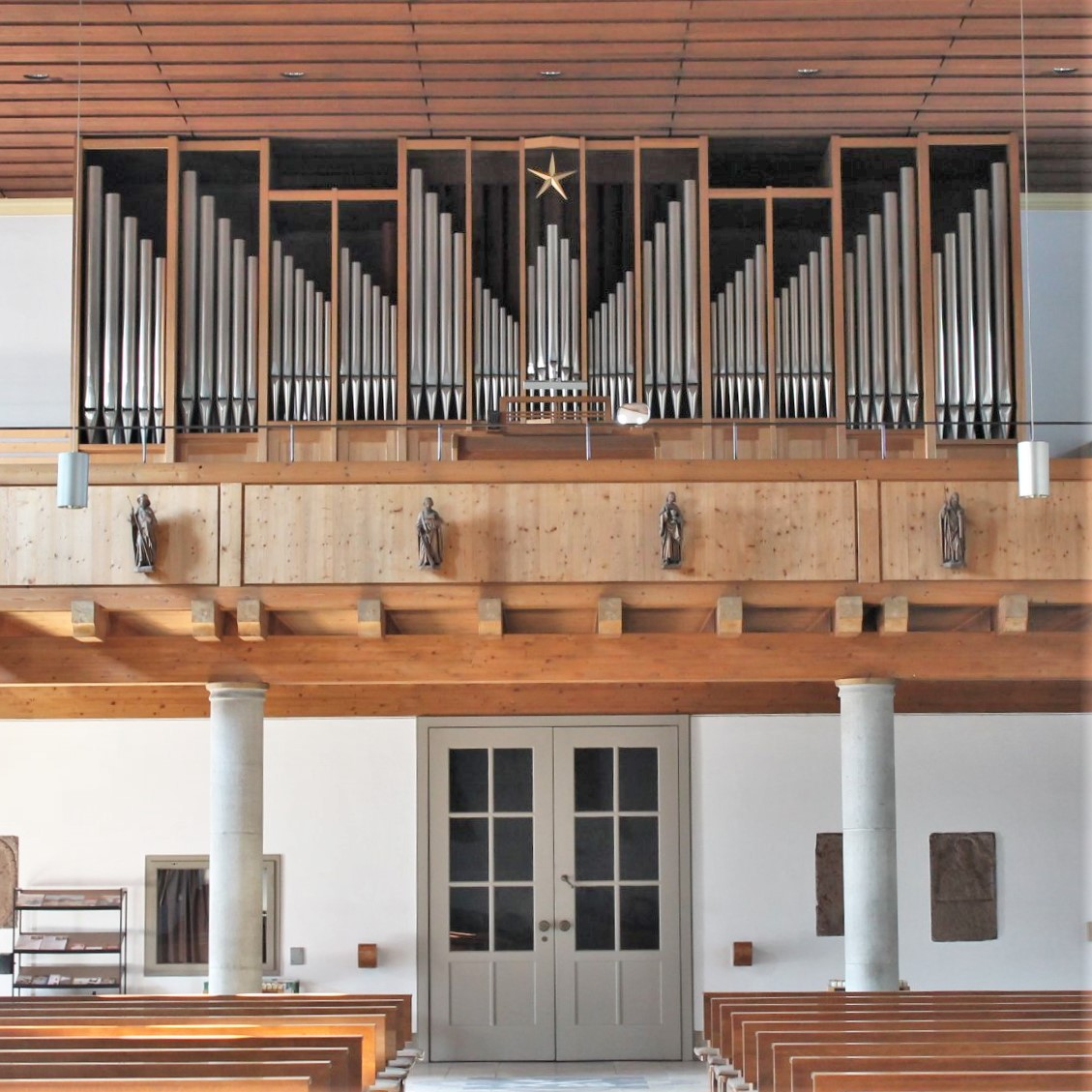
Blick auf die Hauptorgel

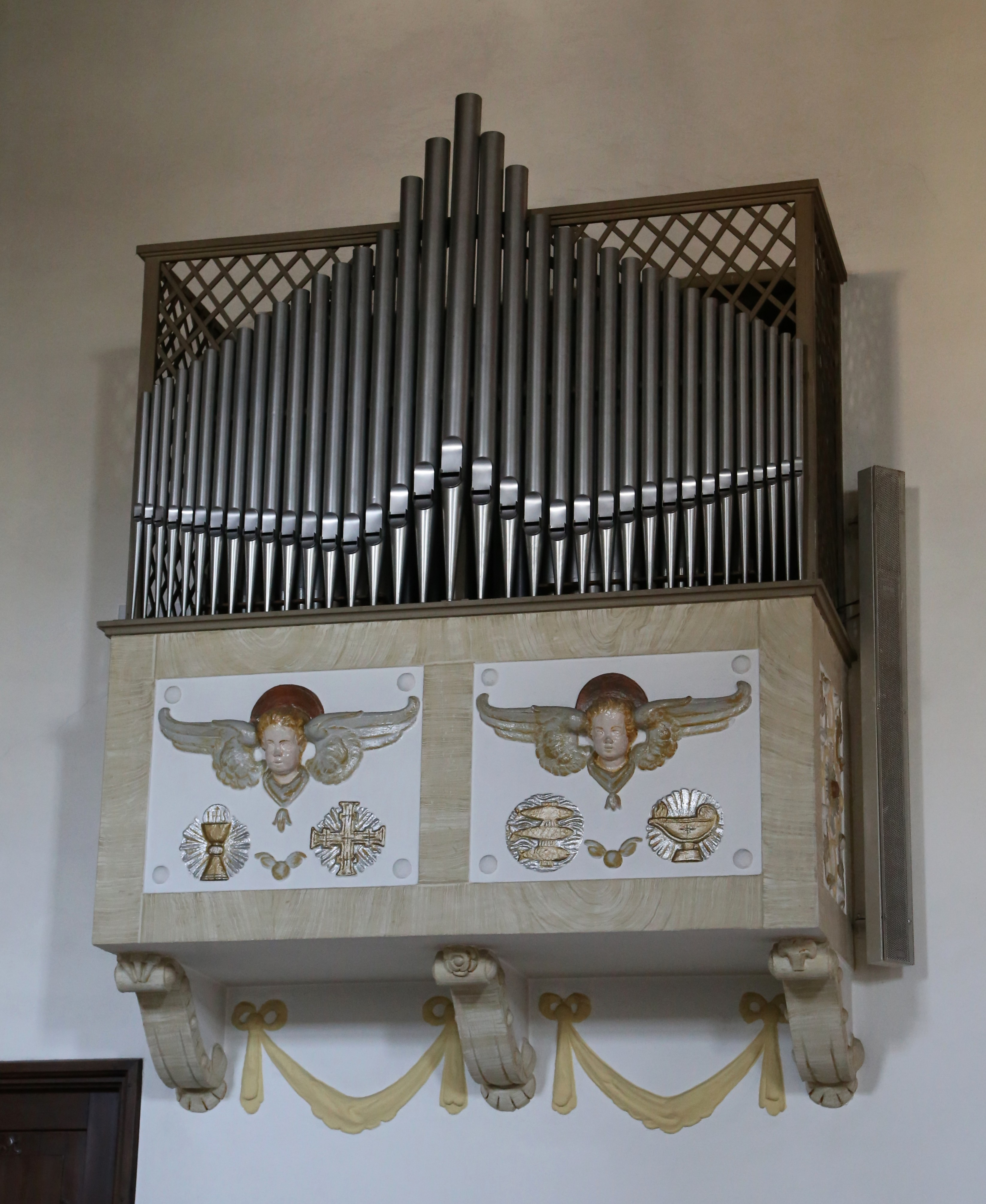
Altarorgel

Die Orgel wurde 1980 von dem Orgelbauer Wilhelm Stöberl (München) erbaut und besteht aus drei Werkteilen: auf der Westempore steht in der Mitte die Hauptorgel und seitlich ein eigenes Werk mit 32 Röhrenglocken. Das Schleifladen-Instrument hat 34 Register auf drei Manualen und Pedal, die Spiel- und Registertrakturen von zweitem und drittem Manual sowie dem Pedal sind mechanisch.
Das erste Manual der Hauptorgel ist elektrisch integriert; von hier aus können die Röhrenglocken und das Altarorgelwerk gespielt werden. Für die Altarorgel steht im Altarraum auch ein eigener, mobiler Spieltisch zur Verfügung. Das Altarorgelwerk ist ein Kegelladen-Instrument und hat 6 Manualregister mit elektro-pneumatischen Spiel- und Registertrakturen.
| I Altarwerk C–a3 |                    |       |
| 1.               | Spitzflöte         | 8′    |
| 2.               | Principal          | 4′    |
| 3.               | Rohrflöte          | 4′    |
| 4.               | Nachthorn          | 2′    |
| 5.               | Mixtur III         | 1 ⁄3′ |
| 6.               | Sesquialter II     | 2 ⁄3′ |
|                  | Tremulant          |       |
|                  | Röhrenglocken c-g2 |       |

| II Hauptwerk C–a3 |                  |       |
| 7.                | Pommer           | 16′   |
| 8.                | Principal        | 8′    |
| 9.                | Rohrflöte        | 8′    |
| 10.               | Oktave           | 4′    |
| 11.               | Querflöte        | 4′    |
| 12.               | Oktave           | 2′    |
| 13.               | Mixtur IV-VI     | 1 ⁄3′ |
| 14.               | Zimbel III-IV    | 1′    |
| 15.               | Trompete         | 8′    |
|                   | Tremulant        |       |
|                   | Zimbelstern VIII |       |

| III Schwellwerk C–a3 |               |        |
| 16.                  | Prinzipal     | 8′     |
| 17.                  | Gemshorn      | 8′     |
| 18.                  | Oktave        | 4′     |
| 19.                  | Blockflöte    | 4′     |
| 20.                  | Nasat         | 2 ⁄3′  |
| 21.                  | Weitoktave    | 2′     |
| 22.                  | Terz          | 1 3⁄5′ |
| 23.                  | Quinte        | 1 ⁄3′  |
| 24.                  | Nachthörnlein | 1′     |
| 25.                  | Scharf IV-V   | 1′     |
| 26.                  | Dulcian       | 16′    |
| 27.                  | Hautbois      | 8′     |
|                      | Tremulant     |        |

| Pedal C–f1 |                 |       |
| 28.        | Untersatz       | 16′   |
| 29.        | Oktave          | 8′    |
| 30.        | Gedacktbass     | 8′    |
| 31.        | Choralbass      | 4′    |
| 32.        | Rauschpfeife IV | 2 ⁄3′ |
| 33.        | Bombarde        | 16′   |
| 34.        | Fagott          | 8′    |

- Koppeln: I/II, III/II, I/P, II/P, III/P (auch als Tritte)
- Spielhilfen: fünf mechanische freie Kombinationen, Crescendo-Walze, Zungen einzeln abstellbar, Koppeln einzeln abstellbar, Geschwindigkeit des Zimbelsterns regelbar, Tritte für Tutti, Walze an/ab und Register aus

## Glocken
Vier Glocken aus Bronze im Kirchturm bilden das heutige Glockengeläut der Kirche. Die Glocken wurden zwischen 1925 und 1955 gegossen.
| Glocke | Name           | Gussjahr | Gießer, Gussort            | Durchmesser | Gewicht  | Schlagton |
| ------ | -------------- | -------- | -------------------------- | ----------- | -------- | --------- |
| 1      | Peter und Paul | 1955     | Karl Czudnochowsky, Erding | 1260 mm     | 1100 kg0 | e'-9      |
| 2      | Maria          | 1955     | Karl Czudnochowsky, Erding | 1025 mm     | 675 kg   | g'-8      |
| 3      | Josef          | 1955     | Karl Czudnochowsky, Erding | 0890 mm     | 336 kg   | a'-7      |
| 4      |                | 1925     | Rudolf Oberascher, München | 0840 mm     | 325 kg   | h'        |

## Pfarrer
Der erste erwähnte Seelsorger war der Pfarrer Haring († 1474), seine Grabtafel befindet sich in der Kirche. Auf einer Steintafel nahe dem Taufbecken sind die Geistlichen, die seit der Erhebung zur Pfarrei im Jahre 1838 in der Gemeinde wirkten, gewürdigt:
| - 1838–1842 Georg Trautmann - 1843–1865 Joseph Lidl - 1865–1885 Franz X. Samweber - 1885–1890 Joseph Eisgruber - 1890–1901 Michael Ruppaner - 1901–1941 Johann Gottschalk | - 1941–1944 Anton Kothieringer - 1944–1975 Lorenz Huber - 1975–2015 Herbert Kellermann - 2015–2017 Martin Guggenbiller - seit 2017 Arkadiusz Czempik |

## Persönlichkeiten mit Bezug zur Gemeinde
- Herbert Kellermann (* 9. November 1940 in München; † 1. Oktober 2022) wuchs in Polling (bei Weilheim) auf. 1967 wurde er zum Priester geweiht, seine erste Kaplanstelle trat er in Inzell an. 1970 wurde er Kaplan in St. Peter und Paul, 1975 wurde er zum Pfarrer ernannt und war damit der jüngste Pfarrer Münchens. 1994 wurde Kellermann zum Geistlichen Rat ernannt. Für Verdienste um Polling, speziell um den Ortsteil Oderding, wurde er am 20. August 2011 mit der Pollinger Bürgermedaille ausgezeichnet.[4] Anlässlich seines Abschieds am 26. Juli 2015 wurde Pfarrer Kellermann mit der Ehrenmedaille „München leuchtet“ für sein Engagement für Trudering und Riem über sein priesterliches Wirken hinaus geehrt. Zu seinem Goldenen Priesterjubiläum wurde ihm der Ehrentitel „Monsignore“ verliehen.
- Thomas Schmid leitet seit 1996 die Chor- und Orchestergemeinschaft der Gemeinde und hat drei Konzertreihen etabliert: Das „Große Truderinger Neujahrskonzert“, das Sommerkonzert „Unter freiem Himmel“ im Pfarrhof und das November-Konzert „Ruhn in Frieden alle Seelen“.
- Rupert Mayer predigte auch in St. Peter und Paul, eine 1991 eingeweihte Bronzerelieftafel von Max Faller erinnert an den mutigen Priester.